# Teuto (Abt von Farfa)
Teuto oder Teutopert (italienisch Teutone) war von etwa 883 bis etwa 888 Abt von Farfa. Diese Abtei ist die erste einer unklaren Reihe von Kloster und Abteien um Farfa vor 919. Es ist quasi nur bekannt, dass er Anselm nachfolgte und von Nordepert abgelöst wurde. Er geriet in Vergessenheit, bis Gregor von Catino Ende des 11. Jahrhunderts die Geschichte der Abtei aufzeichnete und herausgab.
Wie er als Abt von Farfa am 12. Mai 883 ernannt wurde, ist unklar, denn die karolingische Schenkung an Farfa ist nur auf das Jahr datiert, nennt aber den Abt nicht. Möglicherweise erhielt er die Abtei durch ein „großes Privileg“ (praeceptum optimae libertatis) von Kaiser Karl der Dicke. Möglicherweise war es auch einfach durch Empfehlung von Anselm. Jedenfalls scheint Karls Hauptsorge gewesen zu sein, den Plünderungen des Herzogs Guy II. von Spoleto und anderer „böser Menschen“ (pravi homines) ein Ende zu setzen. So gewährte er anderen zentralitalienischen Institutionen im Sommer 883 auf dem Höhepunkt der Herausforderung seiner Autorität mehrere ähnliche (vorübergehend erfolgreiche) Privilegien. 